# Pleurotrocha petromyzon
Pleurotrocha petromyzon är en hjuldjursart som först beskrevs av Ehrenberg 1830.  Pleurotrocha petromyzon ingår i släktet Pleurotrocha och familjen Notommatidae. Arten är reproducerande i Sverige. Inga underarter finns listade i Catalogue of Life.